# Кумар, Мейра
Ме́йра Кума́р (англ. Meira Kumar, хинди मीरा कुमार; род. 31 марта 1945, Сасарам, Британская Индия) — индийский государственный и политический деятель, депутат Лок сабхи пяти созывов, адвокат и бывший дипломат. Первая в истории женщина-спикер Лок сабхи (2009—2014). В 2004—2009 годах — министр социальной справедливости и полномочий Индии. Член партии Индийский национальный конгресс.

## Биография

### Ранние годы
Родилась 31 марта 1945 года в округе Патна, Бихар. Её отец, Джагдживан Рам, был индийским политиком, будущим заместителем премьер-министра Индии, а мать, Индрани Деви, — борцом за освобождение Индии. Получила учёные степени бакалавра и магистра права в Делийском университете.

### Дипломатическая карьера
В 1973 году начала карьеру дипломата, поступив на работу в Индийскую дипломатическую службу. Работала сотрудником посольств Индии в Испании (1976—1977), Великобритании (1977—1979) и на Маврикии. В 1980—1985 гг. работала в Министерстве иностранных дел Индии.

### Политическая карьера
В 1984 году начала политическую карьеру. Была избрана в Лок сабху VIII созыва от избирательного округа Биджнор в Уттар-Прадеш, сумев опередить таких известных далитских лидеров, как Рам Вилас Пасван и Маявати. В 1996—1997 гг. была депутатом Лок сабхи XI созыва, а в 1998—1999 гг. — Лок сабхи XII созыва. Оба раза была избрана от избирательного округа Карол-Багх в Дели. В 1999 году проиграла выборы кандидату от Бхаратия джаната парти. В 2004 году была избрана в Лок сабху XIV созыва от избирательного округа Сасарам в Бихаре, откуда ранее избирался её отец. В 2009 году от того же избирательного округа была избрана в Лок сабху XV созыва.
В 2004—2009 гг. занимала пост министра социальной справедливости и полномочий Индии. В 2009 году была назначена на пост министра водных ресурсов. Спустя всего три дня, будучи избранной на пост спикера Лок сабхи, сложила с себя министерские полномочия.

## Личная жизнь
Замужем за Манджул Кумаром, адвокатом Верховного суда Индии. Мать троих детей. Увлекается стрельбой из винтовки.